# Xavier Albertí i Gallart
Xavier Albertí i Gallart (Lloret de Mar, Selva, 8 d'octubre de 1962) és director d'escena, actor, gestor teatral, compositor. Del 2013 al 2021 va ser director artístic del Teatre Nacional de Catalunya, essent substituït per Carme Portaceli.

## Biografia
Titulat superior en Direcció Escènica per l'Institut del Teatre de la Diputació de Barcelona i la Universitat Autònoma de Barcelona. Des de 1996 i fins a 1999 va dirigir el Festival Grec de Barcelona, i des del 2004 i fins al 2006 va dirigir l'àrea de creació de l'Institut Ramon Llull. Va ser director de serveis culturals de l'Institut del Teatre de Barcelona, on també ha estat docent i coordinador pedagògic del Conservatori Superior de Dansa. També ha estat docent a l'Obrador de la Sala Beckett, l'obrador d'estiu a Argelaguer, la Universitat d'estiu Menéndez Pelayo, la Universitat de Girona i la Universitat de Lleida.
Durant els anys de formació, va fer estudis de piano i de composició musical amb Luis de Pablo, Cristobal Halffter, Tomás Marco, Helmuth Lachenmann, Bernaola, Armando Gentilucci o Karl-Heinz Stockhausen. Té composicions estrenades a diversos Festivals de Música Contemporània. Ha compost tres sardanes.
Als inicis dels any noranta la majoria dels seus espectacle van ser estrenats al Teatre Adrià Gual, fundà la companyia Teatre del Bon Temps (1993). En aquest període va muntar obres de la dramatúrgia contemporània internacional com la Nit, de Harold Pinter; A la meta, de Thomas Bernhard) i Chomsky Show, d'Armanda Tolon. Va dirigir i publicar l'obra dramàtica Hedda Gabler sobre textos de Henrik Ibsen, 1993, Macbeth o Macbetto sobre textos de William Shakespeare, 1997 i Hamlet sobre textos de William Shakespeare i Jules Laforque.
El 2007 va treballar amb Pere Portabella i Carles Santos en el guió de la pel·lícula El silenci abans de Bach. Aquest mateix any va dirigir el recital de poesia catalana amb Lou Reed, Laurie Anderson i Patti Smith, dins la mostra de cultura catalana de Nova York Made in Catalunya al Baryshnikov Art Center. El 2008 va fundar amb Lluïsa Cunillé la companyia La Reina de la nit on van crear dramatúrgies de textos narratius de Terenci Moix i Josep Maria de Sagarra. A partir de d'articles de Manuel Vázquez Montalbán crearà l'obra Crónica sentimental de España, que recull el patrimoni musical més popular i gèneres com la sarsuela, la revista, el cabaret, el music hall o el cafè concert. Aquests rren espectacles vinculats en gran part a produccions del Teatre Lliure, del qual Albertí i Cunillé eren creadors residents: El Dúo de la Africana, Assajant Pitarra, Pisans i Caderneres, La Corte del Faraón o La Pajarera.
També portarà a escena altres gèneres i formes musicals, com òperes, recitals o concerts d'autors clàssics però, sobretot, contemporanis: Mariana en sombras, de García Demestres; El paradís de les muntanyes, de Miquel Desclot; Simon Bocanegra, de Giuseppe Verdi; Carmen, entre d'altres.
Entre 1996 i 1999 va assumir la direcció del Festival GREC.
Del 2000 al 2008 al Teatre Lliure, sota la direcció d'Àlex Rigola, va estrenar muntatges de dramaturgs contemporanis internacionals de Pier Paolo Pasolini, l'Orgía i PPP; de Thomas Bernhard L'home de Teatre; de Lluïsa Cunillé, Et diré sempre la veritat i El bordell. Per al Centre Dramàtic Nacional, dirigirà Sangre lunar, de Sanchis Sinisterra, i al Teatre Romea estrenarà Mestres antics, de Thomas Bernhard, i Tennessee, a partir de textos de Tennessee Wiliams. Aquesta relació amb el teatre públic d'Albertí, com a creador i gestor, tindrà el 2012 una altra data clau per a la seva trajectòria: la direcció artística del Teatre Nacional de Catalunya,
El juny del 2013 substituí Sergi Belbel com a director artístic del Teatre Nacional de Catalunya, càrrec que exercí fins al 2020, que al seu torn fou succeït per Carme Portaceli. Ha estat també comissari de l'exposició “Paral·lel 1894-1939” (2012-13) i de l’Any Carmen Amaya (2013).
El 2013 va assumir la direcció artística del Teatre Nacional de Catalunya susbtituint Sergi Bebel. Durant el seu primer any va aconseguir mantenir una ocupació mitjana del 69%. on ha estrenat entre d'altres Terra de ningú, de Harold Pinter, i L'eclipsi, òpera d'A. García Demestres amb llibret de Paco Zarzoso.
Com a actor interpretà diferents papers en les obres El mestre i Margarita (2002), de Mikhail Bulgakov, dirigida per Xicu Massó; Boris Vian, constructor d’imperis (2004), dirigida per ell mateix, i Sis personatges en busca d’autor (2005), dirigida per Joan Oller.

## Produccions com a director escènic
- Zoom de Carles Batlle.
- Terra de ningú, de Harold Pinter.
- Com dir-ho?, de Josep Maria Benet i Jornet.
- Jo Dalí, òpera de Xavier Benguerel.
- Dues dones que ballen, de Josep Maria Benet i Jornet.
- Vida Privada, adaptació de la novel·la de Josep Maria de Sagarra.
- Al cel, un oratori per a Jacint Verdaguer, de Narcís Comadira.
- El Bordell de Lluïsa Cunillé.
- Soterrani de Josep Maria Benet i Jornet.
- El mal de Holanda de Paco Zarzoso (Estrenat al Festival VEO de València la temporada 2008).
- WOW, òpera d'Alberto Garcia Demestres.
- L'Eclipsi, òpera d'Alberto Garcia Demestres.
- Mariana en sombras, òpera d'Alberto Garcia Demestres.
- La caiguda d'Amlet (o la caiguda de l'H) de Jordi Oriol.
- Assajant Pitarra obra de creació de Xavier Albertí i Lluïsa Cunillé.
- El Dúo de la Africana, creació de Lluïsa Cunillé i Xavier Albertí (Temporada 2007).
- Crónica sentimental de España, a partir de l'obra homònima de Manuel Vázquez Montalbán.
- Tennessee, basat en textos de Tennessee Williams (2006).
- Sangre lunar, de José Sanchis Sinisterra (estrenat al Centro Dramático Nacional María Guerrero).
- PPP, sobre l'obra de Pier Paolo Pasolini.
- De Manolo a Escobar, de Marc Rosich (temporada 2005).
- El Professor Bernhardi, de Arthur Schnitzler (temporada 2016)
- L'Aplec del Remei, de Josep Anselm Clavé i Camps (temporada 2016)
- Temps salvatge, de Josep Maria Miró i Coromina (2018).

## Publicacions (selecció)
- Otel·lo per a Carmelo Bene i Hedda Gabler. Barcelona: Revista Escena, 1993, n. 6.
- «Pròleg», Apocalipsi de Lluïsa Cunillé. Barcelona: Proa-Teatre Nacional de Catalunya, 1998, p. 7-8.
- «La direcció teatral», Deu lliçons sobre teatre: text i representació. Girona: Universitat de Girona, 2000, p. 91-101[14]
- «Cunillélandia». Madrid: Revista Primer acto n. 284, 2000, p. 40-41.
- «Pròleg». L'escorxador de Albert Munt. Barcelona: Associació d'Actors i Directors Professionals de Catalunya, 2004.
- Assajant Pitarra. Barcelona: Fundació Teatre Lliure, 2007.
- El dúo de la africana. Barcelona: Fundació Teatre Lliure, 2007.
- «Pròleg». Surabaya, de Marc Rosich. Tarragona: Arola Editors, 2007.
- «Pròleg». Deu peces de Lluïsa Cunillé. Barcelona: Edicions 62, 2008, p. 9-12
- «Pròleg», Soterrani de Josep M. Benet i Jornet. Barcelona: Edicions 62, 2008.
- Dictadura Transició Democràcia. Barcelona: Fundació Teatre Lliure, 2010.
- Vida privada. Fundació Teatre Lliure, Barcelona, 2010.
- Carrer i escena. El Paral·lel 1892-1939. Barcelona: Viena Edicions, 2012.
- Pròleg. Singlots poètics de Serafí Pitarra. Tarragona: Arola Editors, 2014.
- Pròleg. Teatre de Postguerra de Josep M. de Sagarra. Barcelona: Edicions 62, 2014.[15]

## Premis i reconeixements
- 1991 - Premi Extraordinari d'Art Dramàtic de l'Institut del Teatre de Barcelona[9]
- 1994 - Premi Nacional Adrià Gual atorgat per la Generalitat de Catalunya i la Diputació de Barcelona, per l'òpera Schneider, composta sobre un llibret de Sergi Belbel[1]
- 1994/95 - Premi especial de la crítica
- 1993/1994 - Premi de la Crítica Teatral de Barcelona com a millor director de la temporada 1993/1994
- 1994/1995 - Premi Serra d'Or de Teatre temporada 1994/1995
- 2004 - Premi Butaca 2004 a la millor direcció teatral per Vianants
- 2005 - Premi d'Arts Escèniques 2005 de la Generalitat Valenciana al millor espectacle no valencià per Mestres antics
- 2007 - Premi Butaca 2007 i Premi de la crítica 2007 al millor espectacle musical per El Dúo de l'Africana.